# Cristóbal Cascante

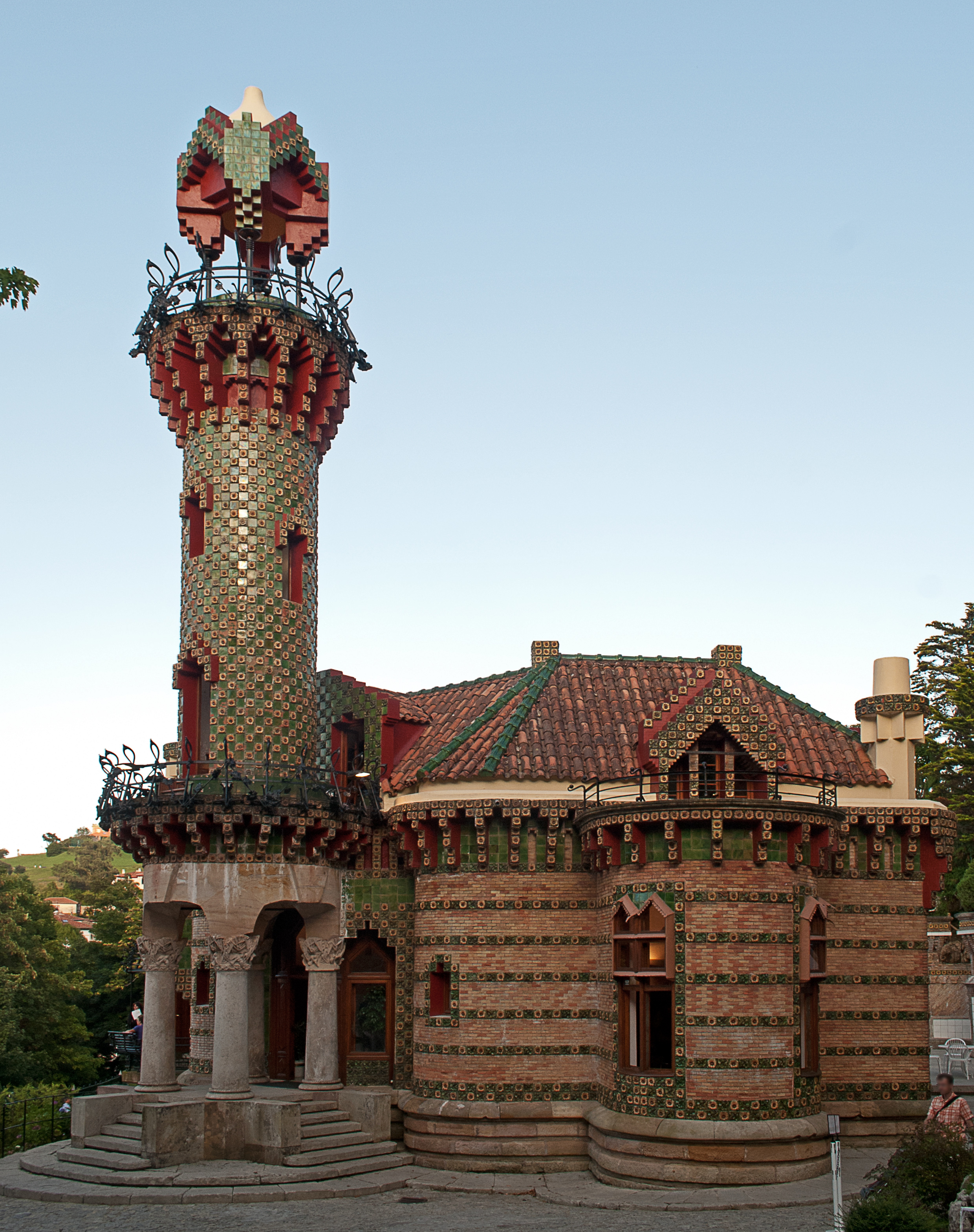
El Capricho, Comillas (Cantabria), obra de Gaudí en la que intervino Cristóbal Cascante.

Cristóbal Cascante Colom (Esparreguera, 1851 - Comillas, 1889) fue un arquitecto español. 

## Biografía
Se tituló en 1878, perteneciendo a la misma promoción de Antoni Gaudí, con el que le unió una gran amistad y con el que colaboró en alguna de sus obras. Trabajó para Josep Fontserè en la urbanización del Parque de la Ciudadela (1873-1882), junto con Gaudí. Ejerció de director de obras para Joan Martorell en el Palacio de Sobrellano de Comillas (1881-1889), donde se instaló de forma permanente, ejecutando varias obras: la Capilla-panteón (1881), sobre proyecto también de Martorell; el Capricho (1883), de Gaudí; el Santo Hospital (1888); el Monumento al Marqués de Comillas (1889), en colaboración con Lluís Domènech i Montaner; y la Universidad Pontificia (1889), proyecto igualmente de Martorell, y terminado por Domènech a la muerte de Cascante. Autor también de las Bodegas Müller o Can Casas, en el Bruc (1888-1889).